# Cepões (Lamego)
Cepões is een plaats (freguesia) in de Portugese gemeente Lamego en telt 919 inwoners (2001).